# You are my Energy
「You are my Energy」（ユー・アー・マイ・エナジー）は、1988年10月21日にリリースされた、原田真二通算25作目のシングル。

## 解説
- NECアベニュー移籍第一弾、アルバム『Urban game』（1988.11.21）の先行シングル。シングルレコード盤と8センチCDシングルの2形態で発売。
- フジテレビ系アニメ「F-エフ」のエンディングテーマに使用された。
- 後半のコーラス部分をファンに参加してもらい（ファンクラブスキーツアー中）録音するという自身初の試みを行い、1ヶ月後に発売されたアルバムには参加者全員の名前が明記された。
- この曲は次作アルバム『KINDNESS』で英語版が製作され、アルバム『Feel Free』でも英語で再度録音されたが、日本語はこの版のみである。

## 収録曲
両曲　作詞・作曲・編曲： 原田真二
1. You are my Energy　（6分10秒）
2. REVUE NIGHT　（4分39秒）

## ミュージシャン
- 演奏：原田真二
- シンセサイザーコンピュータープログラミング： 深沢順
- プログラム助手： 鈴木彰

- 弦楽器： 金子飛鳥ストリングス
- サクソフォーン： 矢口博康 （SIDE B）
- 客演 ・コーラス： My Fan

## 関連商品
- 1995年 - Best Songs（英語版）
- 1998年 - THE WORLD OF SHINJI HARADA 原田真二の世界
- 2007年 - Feel Free （英語・アコースティックギター版）